# NGC 5753
NGC 5753 é uma galáxia espiral (S) localizada na direcção da constelação de Boötes. Possui uma declinação de +38° 48' 23" e uma ascensão recta de 14 horas, 45 minutos e 18,8 segundos.
A galáxia NGC 5753 foi descoberta em 1 de Abril de 1878 por Lawrence Parsons.